# Fintry Park
Fintry Park är en park i Kanada.   Den ligger i provinsen British Columbia, i den södra delen av landet, 3 300 km väster om huvudstaden Ottawa. Fintry Park ligger 371 meter över havet. Den ligger vid sjön Okanagan Lake.
Terrängen runt Fintry Park är kuperad österut, men västerut är den bergig. Fintry Park ligger nere i en dal. Runt Fintry Park är det ganska tätbefolkat, med 78 invånare per kvadratkilometer.. 